# پترا کتکوسکا
 پترا کتکوسکا (انگلیسی: Petra Cetkovská؛ زادهٔ ۸ فوریهٔ ۱۹۸۵) یک تنیس‌باز اهل جمهوری چک است.